# Dreams (Album)
Dreams (Eigenschreibweise DREAMS) ist das dritte Studioalbum des deutschen Rappers Shindy. Es erschien am 11. November 2016 über Bushidos Label ersguterjunge.

## Veröffentlichung
Nachdem Shindy im April 2016 bereits eine Hörprobe zu seinem Song Roli veröffentlicht hatte, kündigte er sein Album Dreams am 14. Juli 2016 offiziell an. Am selben Tag erschien Roli zudem als Musikvideo auf YouTube, einen Tag später wurde der Song als digitale Single veröffentlicht. Im Anschluss erschienen mit Dreams und Statements zwei weitere Singleauskopplungen, begleitend wurden Infovideos zum Album auf YouTube veröffentlicht.
Das Album erschien schließlich am 11. November 2016 auf digitalen Vertriebswegen sowie auf CD. Zudem erschien ein Boxset, in dem neben der Album-CD unter anderem auch ein Rucksack enthalten war. Vor der Veröffentlichung des Albums hielt Shindy den Inhalt des Boxsets geheim, kündigte jedoch an, dass es sich um den „teuersten Boxinhalt“ handele, den es je in einer Box seines Labels ersguterjunge gegeben hat. Als nach der Albumveröffentlichung bekannt wurde, dass es sich bei dem Boxinhalt lediglich um einen billig verarbeiteten Rucksack handelte, sorgte dies für einen Shitstorm, da sich zahlreiche Box-Käufer von Shindy getäuscht fühlten.

## Covergestaltung
Das Albumcover zeigt eine Collage aus einem Bild von Shindy als Kind, einem 100-Mark-Schein, einer Schmucktruhe, einem Ferrari Testarossa, einer Villa, einer goldenen Rolex Day-Date, dreimal Cindy Crawford, einer weiteren Frau und einer E-Gitarre. Unten im Bild befindet sich der gelbe Schriftzug DREAMS. Im Hintergrund ist blauer Himmel mit Wolken zu sehen.

## Produktion und Gastbeiträge
Die Beats wurden von unterschiedlichen Produzenten geschaffen. Wie bereits bei seinen früheren Studioalben war Shindy bei einem großen Anteil der Songs selbst an der Produktion beteiligt. Ebenfalls bei den meisten Liedern beteiligt waren das übliche Produktionsteam bestehend aus Djorkaeff, Beatzarre und Nico Santos, sowie der Schweizer Produzent OZ.
Auf sieben Liedern des Albums befinden sich Gastbeiträge anderer Künstler. So hat der Sänger Nico Santos drei Auftritte in den Stücken Dreams, Playerhater und Monogramm. Shindys Labelchef Bushido ist auf den Songs Art of War und Statements vertreten. Zudem sind die Rapper RIN, Laas Unltd. sowie der ebenfalls bei ersguterjunge unter Vertrag stehende Rapper Ali Bumaye auf dem Album zu hören.

## Titelliste
| #  | Titel              | Gastmusiker             | Produzent                                               | Länge |
| -- | ------------------ | ----------------------- | ------------------------------------------------------- | ----- |
| 1  | Kudamm X Knesebeck |                         | Shindy, Jeremia Anetor, Beatzarre, Djorkaeff            | 3:24  |
| 2  | Family First       |                         | Shindy, Nico Santos, OZ, Beatzarre, Djorkaeff           | 3:03  |
| 3  | ROLI               |                         | OZ                                                      | 3:09  |
| 4  | Hallelujah         | RIN                     | OZ                                                      | 3:34  |
| 5  | Dreams             | Nico Santos             | Shindy, OZ, Nico Santos, Djorkaeff, Beatzarre           | 4:06  |
| 6  | Heartbreak Hotel   |                         | OZ, Djorkaeff, Beatzarre                                | 3:21  |
| 7  | Art of War         | Bushido                 | OZ                                                      | 3:04  |
| 8  | Me, Myself & I     |                         | Shindy, OZ, Beatzarre, Djorkaeff                        | 3:50  |
| 9  | Playerhater        | Ali Bumaye, Nico Santos | Shindy, Nico Santos, Beatzarre, Djorkaeff               | 2:59  |
| 10 | Statements         | Bushido                 | Shindy, Bushido, B-Case, Spec, OZ, Djorkaeff, Beatzarre | 4:02  |
| 11 | Monogramm          | Nico Santos             | Shindy, OZ, Nico Santos, Djorkaeff, Beatzarre           | 4:00  |
| 12 | Zahlen             |                         | Shindy, Cubeatz, OZ                                     | 2:40  |
| 13 | Laas Abi Skit      | Laas Unltd.             | Shindy, Cubeatz, Djorkaeff, Beatzarre                   | 0:54  |
| 14 | 31. Dezember       |                         | Shindy, OZ, Nico Santos, Kellek Baldwin                 | 3:54  |
| 15 | Eggs Benedict      |                         | Shindy, OZ, Djorkaeff, Beatzarre                        | 3:16  |

## Rezeption
| Professionelle Bewertungen | Professionelle Bewertungen |
| -------------------------- | -------------------------- |
| Kritiken                   |                            |
| Quelle                     | Bewertung                  |
| Laut.de                    | [ 8 ]                      |
| Plattentests.de            | [ 9 ]                      |

Das Online-Musikmagazin Laut.de bewertete Dreams mit drei von fünf möglichen Sternen. Laut Rezensent Alexander Austel wirke das Album „rund und frisch“, er kritisierte jedoch die inhaltliche Eintönigkeit und Oberflächlichkeit. Über den auf dem Album häufig thematisierten luxuriösen Lebensstil Shindys schrieb er: „Dass ihm dieses Leben zu Kopf steigt, hört man in fast jeder Strophe auf Shindys drittem Longplayer heraus. Er frönt dabei nicht nur seinem Hotel-Lifestyle, sondern auch dem ausufernden Konsum. […] Trotzdem gelingen ihm hier und da reimtechnische Überraschungen, die dann jedoch leider schnell an Glanz verlieren.“
Oliver Marquart von Rap.de bewertete das Album positiv. Er lobte besonders die gelungene Produktion des Albums sowie den „stringenten Aufbau“, der einen „einen unaufdringlichen, dezenten, aber klar erkennbaren Spannungsbogen“ ziehe. Zudem hob er positiv hervor, dass Shindy seinen Sound sich im Vergleich zu den Vorgängeralben weiterentwickelt habe: „Besonders an seinem Stimmeinsatz hat er gearbeitet. Statt alles nur in gleichmäßiger demonstrativ zur Schau gestellter Langeweile vorzutragen, legt er bei vielen Parts eine forschere, rauchig krächzende, etwas aggressivere Delivery an den Tag.“ […] Angesichts dieser eleganten lyrischen Ästhetik ist es nur konsequent, dass der Inhalt weiterhin, wie schon beim Vorgänger, hauptsächlich aus Materialismus der überteuerten Sorte besteht.
Auch Daniel Fersch von MZEE äußerte sich positiv über das Album und zog folgendes Fazit: „Mit Dreams zeigt sich Shindy nicht nur als selbstsicherer, fähiger Künstler, das Album selbst ist auch ein ästhetisch ansprechendes und bestens funktionierendes Kunstwerk. Ein Kunstwerk, das vollkommen in sich selbst aufgeht, sodass man weniger schmückendes Beiwerk – wie fragwürdige Boxen-Accessoires – ruhigen Gewissens ignorieren kann.“
Das Hip-Hop-Magazin Juice bewertete Dreams mit 3,5 von 6 Kronen. Im Rahmen der Rubrik „Battle of the Ear“ wurde das Album dabei von zwei Redakteuren rezensiert. Max Hensch lobte vor allem das Klangbild des Albums und resümierte: „Die Dekadenz aus Shindys Texten überträgt sich druckgleich auf ein imposantes und exklusives Klangbild. Amerikanische Vorbilder hin oder her, an der musikalischen Umsetzung gibt es so gut wie nichts auszusetzen. In der Summe entsteht dadurch ein sehr sauberes Album, das mit wenigen Kanten, aber zwingenden Highlights aufwartet.“ Sascha Ehlert hingegen bezeichnete das Album als „alten Wein in neuen Schläuchen“, zudem kritisierte er die inhaltliche Ausrichtung des Albums. Die materialistischen Texte seien vor allem dazu geeignet, „möglichst luxuriös die Wunschträume unzähliger Männer auszugestalten“.
Yannik Gölz rezensierte das Album für das Online-Magazin rappers.in und urteilte eher negativ. Mit Dreams liefere Shindy ein „halbherziges Album, das von seinen bekannten Stärken getragen wird, aber in seiner offensichtlichen Ambitionslosigkeit dennoch enttäuscht zurücklässt“. Kritisiert wurde vor allem die „Formelhaftigkeit der Tracks“ und die mangelnde inhaltliche und musikalische Abwechslung: „Natürlich sind schöne Beats und ansprechende Soundkulissen entstanden, aber im Grunde genommen haben wir durchgängig dasselbe Schema von 4/4-Loops auf ein oldschooliges Drumgerüst. […] Intro, Part, Hook, Part, eventuell eine Bridge, Hook, Outro. Ein wenig mehr Wagemut hätte von großen Hits träumen lassen können.“
Pascal Bremmer von Plattentests.de vergab 6 von 10 Punkten für das Album. Dreams fehle es lyrisch „über weite Strecken der Belang“, jedoch sei das Album musikalisch „ziemlich stark“.

## Chartplatzierungen
Dreams stieg am 18. November 2016 auf Platz eins in die deutschen Albumcharts ein und konnte sich insgesamt elf Wochen in den Top 100 halten. Für Shindy ist es somit das dritte Nummer-Eins-Album der Karriere. Zudem belegte das Album in derselben Woche den ersten Platz in den deutschen Hip-Hop-Charts und blieb dort insgesamt acht Wochen in den Top 10. In Österreich und in der Schweiz erreichte das Album ebenfalls die Spitzenposition der Charts.
In den deutschen Album-Jahrescharts 2016 belegte Dreams Platz 18, in Österreich Platz 33 und in der Schweiz Platz 20. In den deutschen Hip-Hop-Jahrescharts 2016 erreichte das Album Position 4.
| ChartsChartplatzierungen | Höchstplatzierung | Wochen |
| ------------------------ | ----------------- | ------ |
| Deutschland (GfK)        | 1 (11 Wo.)        | 11     |
| Österreich (Ö3)          | 1 (8 Wo.)         | 8      |
| Schweiz (IFPI)           | 1 (13 Wo.)        | 13     |

| ChartsJahrescharts (2016) | Platzierung |
| ------------------------- | ----------- |
| Deutschland (GfK)         | 18          |
| Österreich (Ö3)           | 33          |
| Schweiz (IFPI)            | 20          |

### Auszeichnungen für Musikverkäufe
Im Jahr 2018 wurde das Album mit einer Goldenen Schallplatte für über 100.000 verkaufte Einheiten in Deutschland ausgezeichnet.
| Land/Region        | Auszeichnungen für Musikverkäufe (Land/Region, Auszeichnung, Verkäufe) | Verkäufe |
| ------------------ | ---------------------------------------------------------------------- | -------- |
| Deutschland (BVMI) | Gold                                                                   | 100.000  |
| Insgesamt          | 1× Gold ·                                                              | 100.000  |